# Vjerski fundamentalizam
Vjerski ili religiozni fundamentalizam je naziv za različite političke ideologije i pokrete koji nastoje cjelokupni društveni i politički život uskladiti s dosljednim tumačenjem određene vjerske znanosti. 
Iako su mnogi pokreti kroz povijest imali vjersku sastavnicu te bi se mogli definirati kao vjerski fundamentalizam, on predstavlja relativno nov fenomen koji je uočen tek početkom 20. stoljeća. 
Najčešće se vezuje uz islam u zemljama Bliskog istoka, te u nešto manjoj mjeri protestantizam u SAD, iako bi se pojedine pojave u hinduističkoj Indiji, judaističkom Izraelu pa i katoličkim odnosno pravoslavnim dijelovima Europe i svijeta mogli okarakterizirati kao vjerski fundamentalizam. 
Vjerski fundamentalizam se često manifestira kroz potpuno ili djelomično odbacivanje modernih ideja, bilo da je u pitanju vjerska tolerancija, sekularizam, ljudska prava, odnosi među spolovima, odnosno razna dostignuća nauke ili tehnologije koja iz različitih razloga nisu u skladu s određenim vjerskim naukom, doktrinom ili religioznom dogmom. 
Mnogi vjerski fundamentalizam smatraju kao reakciju na cijeli niz društvenih i ekonomskih problema koje primjena modernističkih ideologija kao što su liberalizam i socijalizam nisu bili u stanju riješiti. U nekim slučajevima vjerski fundamentalizam često ide ruku pod ruku s nacionalizmom, fašizmom i rasizmom te, u nešto manjoj mjeri, s konzervativizmom.

## Povijest

### Kršćansko podrijetlo
Fundamentalizam kao pokret ponikao je u SAD-u početkom 20. stoljeća među konzervativnim prezbiterijanskim akademicima i teolozima, a njegova glavna svrha bila je reafirmirati ortodoksno protestantsko kršćanstvo i revno ga braniti od izazova liberalne teologije, darvinizma, te ostalih pokreta smatranih štetnim za kršćanstvo.
Termin "fundamentalizam" iskristalizirao se kroz seriju eseja i rasprava nastalih krajem 19. stoljeća pod okriljem Protestantske Crkve SAD-a, objedinjenih u dvanaest knjiga i objavljenih 1910.g., a u njima se definira pet "temeljnih načela" kršćanskog vjerovanja:
- Biblija je nadahnuta Duhom Svetim što izravno znači da su njeni zapisi nepogrešivi.
- Djevičansko začeće Isusa Krista.
- Vjerovanje da je Kristova muka i smrt bila otkupljenje grijeha.
- Uskrsnuće tijela Kristovog.
- Vjerovanje u povijesnu realnost Kristovih čuda i Knjige postanka.

## Osnovna vjerovanja religioznih fundamentalista
Za fundamentaliste svih religija Sveto Pismo (ili sveti spisi bilo kojeg naziva) se smatraju autentičnom Božjom riječi ili riječi bogova njihove religije i nitko ih nema pravo promijeniti ili osporiti. Misiju širenja svoje istine smatraju kozmički važnom. Sebe vide ne samo kao zaštitnike različitosti doktrina, već i kao vitalni princip, način života i spasenje. Fundamentalisti vjeruju u doktrinu da je Bog artikulirao svoju volju kroz riječi proroka, kako bi sljedbenici također imali točan i pouzdan zapis o Otkrivenju. Skloni su doslovnom tumačenju svetih spisa, striktnom poštovanju propisanih zakona, za razliku od liberalnijih teologa koji drevne zapise tumače alegorijski ili metaforički.
Ideal svih fundamentalističkih pokreta je društvo sveobuhvatno usredotočeno na strogo definirani religiozni način života u svim svojim aspektima. Beskompromisni fundamentalistički "zid vrlina" koji utapa u masi individualne identitete, nije podignut samo protiv drugih religija, nego i protiv svoje vlastite, ako je moderna, liberalna i sekularna.

### Budizam
Jedna od japanskih škola budizma, Nichiren koja ima nekoliko sekti smatra da su sve druge forme budizma heretičke. 
Dalaj Lama se također slaže s činjenicom da u Budizmu postoje "ekstremisti i fundamentalisti" koji ne mogu čak ni prihvatiti ideju o mogućem dijalogu. 

### Hinduizam
Hinduizam kao konglomerat raznih religijskih tradicija, sadrži široku lepezu filozofskih gledišta i općenito je smatran doktrinarno tolerantnim prema varijantama Hindu i drugih vjerovanja. Dok se hinduizam smatra religijom, Hindutva je kovanica nastala 1923.g. koja označava militantni pokret čija je glavna politička ideologija Hindu nacionalizam.

### Judaizam
Mnoge židovske sekte vjeruju da Tanakh (hebrejska Biblija) ne može biti shvaćena samo čitanjem, već treba biti nadopunjena usmenom predajom Tore i zapisima koje sadrže Mishnah, Talmud, Gemara i Midrash kao tradicijski izvor istine. Ortodoksni Židovi smatraju te tekstove svetim, božanskim i nepogrešivim; prenesenim suštinski točno od riječi do riječi.

### Kršćanstvo
Kršćanski fundamentalisti smatraju biblijski Stari zavjet i Novi zavjet nepogrešivim i povijesno točnim. Američki povjesničar George G. Marsden pokušao je definirati kršćanske fundamentaliste kao "militantne antimodernističke protestantske evangeliste".

### Islam
Muslimani vjeruju da je Alah otkrio tajnu vjeroispovijesti svom posljednjem zemaljskom proroku Muhamedu. Islamski ekstremizam kojeg se često naziva islamskim fundamentalizmom obuhvaća :
- Muslimani bi trebali cijeli svoj život posvetiti i uskladiti s doslovnim tumačenjem svojih svetih zapisa Kuranu i Hadithu.
- Individualno ili kao dio grupe koja zagovara i propagira islamizam, političku ideologiju koja teži da državne sekularne zakone nadomjesti islamskim šerijatskim zakonom, muslimani bi se trebali maksimalno angažirati.

Za razliku od liberalnih pokreta unutar islama, žestoko su im suprotstavljeni konzervativni pokreti kao salafizam i vehabizam.